# Sciapus trustorum
Sciapus trustorum är en tvåvingeart som beskrevs av Daniel J. Bickel 1994. Sciapus trustorum ingår i släktet Sciapus och familjen styltflugor. Inga underarter finns listade i Catalogue of Life.